# Богданович, Анатолий Максимович
Анато́лий Макси́мович Богдано́вич (3 июля 1882, село Сокол, ныне Каменец-Подольского района Хмельницкой области — 12 августа 1914, село Черновцы, ныне поселок городского типа, районный центр Винницкой области) — украинский писатель, журналист. Псевдонимы — Богдан-Сокольский А. М., Сокольский Богдан.

## Биография
Родился в семье псаломщика.
Учился в духовной школе, далее в Подольской духовной семинарии в Каменец-Подольском. Был отчислен с пятого курса за украинофильские убеждения.
Поступил в военную школу в Вильно (ныне Вильнюс), где получил офицерское звание. Находился на военной службе.
1914 окончил Киевский коммерческий институт.
Погиб во время Первой мировой войны. Был тяжело ранен на поле под селом Черновцы, пролежал там сутки и, подобранный санитарами, умер 12 августа 1914 года. За месяц до того Богдановичу исполнилось 32 года. В сообщении о смерти писателя не было уточнено, какие именно Черновцы (город на Буковине или село на Подолье) стали местом его гибели. Юрий Пьядик, проанализировав линию фронта середины августа 1914 года, пришел к выводу, что это могло быть только село на Подолье.

## Творчество
Писал на украинском и русском языках.
Печатался с 1909 года в газете «Рада». Автор статей по вопросам экономики, культуры, медицинской помощи, статистики, страхования. Автор книги «Новый хлеб России» (1913) о торгово-экономической пользе и производстве кукурузы в Российской империи (с предисловием профессора Константина Воблы).
Тяжёлой судьбе простых людей посвящены рассказ «Ангелы поют», опубликованный в газете «Рада», повесть «Несчастная» (Каменец-Подольский, 1909).
В повести «Всесильная» (Киев, 1910), обозначенной элементами натурализма, Богданович изобразил духовную ограниченность армейских чинов. Сборник «всесильным» Никита Шаповал обозначил как «бытовые очерки» из военной жизни, определенного водкой, и оценил благосклонно, мол, автор дал много метких характеристик своим героям, но советовал автору не терять объективности в картинке, чтобы не стать жертвой сенсуализм у.
В публицистическом произведении «Эскизы современности» (Киев, 1909) писатель критиковал угнетательскую национальную политику самодержавия, поддерживал деятельность «Просвиты». Распоряжением временного комитета по делам прессы в Киеве на брошюру был наложен арест. Далее это распоряжение утвердил окружной суд.
Богданович издал несколько книг прозы, историческую драму на пять действий «Гайдамаки» (Свободно, 1904).
В прессе упоминалось и о другие художественные произведения Богдановича — «Испуг» и «Рисунки жизни».

## Издание произведений
- Богдан-Сокольский А. М. Несчастная: Повесть из жизни 90-х гг. — Каменец-Подольск: Типография Л. Койфмана, 1908. — 63 с.
- Богдан-Сокольский А. М. Эскизы современности: [Очерк национального возрождения и жизни последних 4 лет на Украине, в Польше, Литве и в евреев]. — М.: Типография П. Барского, 1909. Цена 25 копеек.
- Богдан-Сокольский А. М. Всесильная. — М.: Типография АО «Петр Барский», 1910. — 73 с.
- Богдан-Сокольский А. М. Под маской: [Сборник]. — М.: Типография АО «Петр Барский в Киеве», 1911.
- Похоронные обычаи и обряды в селе Соколе Каменецкого уезда Подольской губернии / Записал 1911  А. Богдан Сокольский / / Этнографический сборник. — Т. 31-32. — М.: Тиражом Научного общества имени Шевченко, 1912. — С. 397—389.
- Богдан-Сокольский А. М. Новый хлеб России: В двух частях / Труды экономического семинария проф. К. Г. Воблого при Киевским коммерческом институте. Выпуск 2-й. — М.: Типография «Т-во Е. А. Синькевич», 1913. — 288 с. Часть 1: Культура нового хлеба: сельскохозяйственный очерк с обзором литературных источников. Часть 2: Использование нового хлеба: Торгово-экономический очерк с таблицами, диаграммам и рисунками. Приложение-вклейка «Сравнительный экономический анализ России, Австро-Венгрии и Соединенных Штатов» (Размер 54 х 68 см).
- Богданович Анатолий. Всесильна: Повесть из гарнизонного жизни солдат и офицеров в дореволюционный период. — Городок: Бедрихов Край, 2007. — 64 с.